# José Antonio Echeverría
José Antonio Echeverría Bianchi (Cárdenas, Matanzas, 16 de julio de 1932 - La Habana, 13 de marzo de 1957) fue un líder estudiantil y nacional revolucionario cubano.

## Biografía
José Antonio (Manzanita) Echeverría Bianchi fue uno de los dirigentes revolucionarios más destacados que tuvo la juventud cubana y, muy especialmente, el movimiento estudiantil universitario. Pero además, fue un indiscutible líder revolucionario de carácter nacional cubano. Fue el primer hijo del matrimonio formado por Antonio Echeverría González y Concepción Bianchi Tristán. Nació el 16 de julio de 1932 en Cárdenas, Matanzas. En esta misma ciudad transcurrió su niñez, cursó los primeros estudios y se graduó de Bachiller en Ciencias.
Luego se trasladó a La Habana e ingresó en la Universidad donde se matriculó en la carrera de Arquitectura, en el curso 1950-51. Se opuso al gobierno de Carlos Prío Socarrás, realizó tareas organizativas y se consolidó como dirigente a nivel estudiantil.

## Dictadura de Batista
En septiembre de 1954, fue elegido presidente de la Asociación de Estudiantes de la Facultad de Arquitectura e integró parte de la FEU. En 1955 volvió a ser electo para este cargo.
A finales de ese mismo año fundó junto con otros compañeros, el Directorio Revolucionario, organización clandestina estudiantil para combatir a la dictadura de Fulgencio Batista. El Directorio Revolucionario se convirtió en la organización más representativa del estudiantado cubano como sector social en el campo de la lucha contra la tiranía, pero también luego en un referente urbano de resistencia nacional. Bajo la dirección de Echeverría las acciones estudiantiles se intensificaron, a diario se producían en todo el país manifestaciones, mítines y paros que generalmente desembocaban en choques sangrientos con la policía del régimen de Batista.
A mediados de 1956, José Antonio, salió hacia Chile para participar en un congreso de estudiantes latinoamericanos. También recorrió varios países en los cuales denunció el régimen de Batista y divulgó sus ideas revolucionarias. En agosto de ese mismo año viajó a México para sostener una reunión con Fidel Castro, en la que también participaron Faure Chomón y Fructuoso Rodríguez por el Directorio Revolucionario, entre otros dirigentes del Movimiento 26 de Julio, como el Jefe de Acción y Sabotaje de la provincia de Oriente, Frank País. Esta reunión se realizó con el objetivo de coordinar los planes de acción de ambas organizaciones con respecto a la lucha de la lucha armada que se llevaría a cabo en la isla a partir de ese momento contra la dictadura de Batista. A raíz de estas conversaciones Fidel Castro y Echeverría suscribieron un documento llamado Carta de México o Pacto de México, que constituyó un paso de extraordinaria importancia en la unificación de las fuerzas revolucionarias que llevarían a cabo el derrocamiento del dictador Batista.
Finalizada esta reunión en México, Echeverría, Faure, Fructuoso y Frank País regresaron a Cuba. Luego de esta reunión y estimulados por sus resultados las fuerzas revolucionarias intensificaron sus acciones a finales de 1956.

## Acciones del 13 de marzo de 1957 y muerte
Como consecuencia de la intensificación de las acciones revolucionarias en las ciudades y para darle seguimiento a lo pactado en la Carta de México, el 13 de marzo de 1957 Echeverría junto a los otros dirigentes del Directorio Revolucionario planearon y decidieron atacar el palacio presidencial para derrocar al dictador Fulgencio Batista y por otro lado tomar la emisora Radio Reloj para divulgar los hechos. Al terminar la operación de Radio Reloj y cuando se dirigían a la Universidad de La Habana, el auto donde viajaban tuvo un encuentro con una perseguidora y se entabló un combate, en el que cayó José Antonio Echeverría.
"José Antonio Echeverría
"Cárdenas lo vió nacer,
"La Habana lo vió caer
" y Cuba lloró ese día"

## Entierro

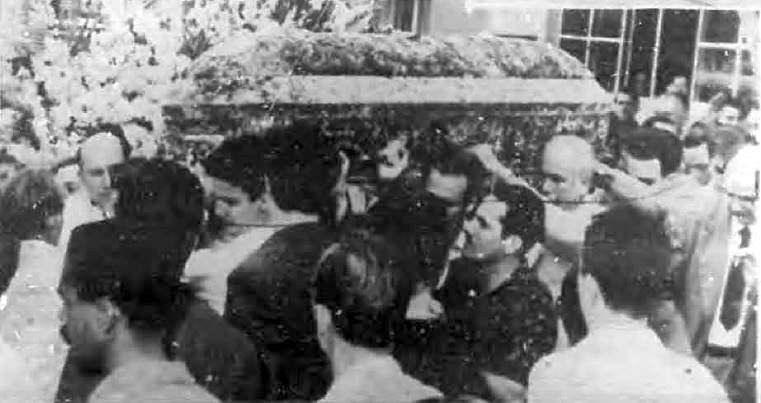
Funeral de José Antonio.

Para evitar un entierro público y las manifestaciones populares, el régimen batistiano retuvo el cadáver en la morgue hasta horas de la tarde del día 14 de marzo. Fue entonces que entregaron el cuerpo a la familia, que ya estaba en La Habana desde el propio día de la muerte de Echeverría. Cerca de las seis de la tarde autorizaron el traslado del féretro hacia Cárdenas, pero con dos condiciones: sólo el auto de los padres podía acompañar al carro fúnebre. El resto del cortejo debía partir de inmediato y esperar en la Calzada de Managua, El Calvario, Arroyo Naranjo. Como segunda condición se planteó llevar el ataúd directamente al cementerio de Cárdenas.
El cortejo fúnebre fue detenido y revisado en varias ocasiones y al llegar a la Calzada se le ordenó adelantarse hasta el cementerio. La necrópolis estaba rodeada por policías y agentes del Servicio de Inteligencia Militar, uno de los cuerpos represivos de la dictadura, que procedieron a registrar autos y personas por orden del capitán Alzugaray, jefe de la policía de la zona y quien sería fusilado en un juicio sumario tras el triunfo de la Revolución cubana.